# Anna Megale Komnene
Anna Megale Komnene, efter sitt giftermål känd som Anna Hatun, född 1447, död efter 1463, var en prinsessa av Trapezunt, gift med sultan Mehmet II. 
Hon var dotter till kejsar David Komnenos av Trapezunt. Vid Konstantinopels fall 1453 erbjöd sig hennes far att arrangera ett äktenskap mellan henne och sultanen, men Mehmet tackade nej. År 1461 erövrade sultanen kejsardömet Trapezunt. Anna blev då en av sultanens hustrur. 
Äktenskapet blev troligen inte fullbordat, eftersom sultanen hade infört en princip om att inte avla barn med hustrur som var utländska prinsessor. 1463 blev hennes far avrättad av hennes make, som anklagade honom för att brevväxla med Despina Khatun. Anna misstänktes för att ha underlättat brevväxlingen. Mehmet skilde sig från henne och gifte bort henne med Zagan Pasha. 
Hennes liv efter detta är obekräftat. En version sade att Pasha skilde sig från henne och gifte bort henne med en annan man. En annan version säger att han mördade henne då hon vägrade konvertera till islam. 